# Otus en Ephialtes
Otus en Ephialtes zijn een boosaardige tweeling in de Griekse mythologie.
Vóór hun geboorte werd de komst van de tweelingen al voorspeld. Zij waren de zonen van Poseidon en konden niet door een god of een mens worden gedood. De bliksemslagen van Zeus waren nutteloos, net zoals de kracht van Heracles. Toen de jongens opgroeiden tot reuzen leerden ze arrogantie en de woede die uit onkwetsbaarheid komt.
Ephialtes besloot dat hij de godin Hera wilde overheersen en aanranden. Otus verkoos Artemis, de maagdelijk godin van de jacht, voor zijn verkrachtingsonderwerp. Hij zou doen wat geen ander kon. De tweeling voorzag terecht de brute sterkte van de goden. Ze waren mannen, en zagen alleen mannelijke kracht als een bedreiging. De vrouwelijke kracht - die van verstand -  werd nooit overwogen.
Zo vertrokken Otus en Ephialtes naar de Olympus, met het plan om de goden te verpletteren en de nieuwe heersers van de wereld te worden. Tijdens hun belegering sloten ze Ares voor 13 maanden op in een kleine bronzen kruik. Snel hadden ze de Olympus overgenomen, en er scheen geen hoop te zijn voor de Olympianen.
Tijdens een pauze in de slag vroegen Otus en Ephialtes herhaaldelijk om Hera en Artemis. Telkens weer werden ze afgewezen, tot uiteindelijk de godinnen in stemden. Eigenlijk stemde alleen Artemis hiermee in, want Hera weigerde nog steeds fel.
Artemis ging naar Otus, en zei dat als hij Ares uit de kruik zou laten, hij mocht doen met haar wat hij wilde. Otus was extatisch, maar Ephialtes was niet al te blij. De broers begonnen ruzie te maken, en ze zagen niet dat Artemis zich in een hert veranderde.
Toen het gevecht een piek bereikte, sprong ze tussen hen in. Beide mannen stopten met vechten en wierpen hun speren op het hert, maar ze waren zo afgeleid, en zij was zo snel, dat de speren misten. Ze misten haar niet alleen, maar Artemis had ze zo neergezet dat toen ze gooiden, zij elkaar aan hun speren spietsten. Otus en Ephialtes deden wat geen van de goden kon, ze doodden elkaar.
Artemis keerde terug naar Olympus als een heldin en Hera behield haar waardigheid. Ares zat nog in de kruik, totdat uiteindelijk de god Hermes hem eruit bevrijdde.